# Lucjan Żeligowski
Lucjan Żeligowski je bil poljski general, politik, vojaški poveljnik in veteran prve svetovne vojne, poljsko-sovjetske vojne in druge svetovne vojne, * 17. oktober 1865, † 9. julij 1947. 
Najbolj znan je po uporu, po njem imenovanem upor Żeligowskega,  in kot vodja kratkotrajne republike Srednje Litve. 

## Biografija
Lucjan Żeligowski je bil rojen 17. oktobra 1865 v vasi Perahodi v Ošmjanskem okrožju v Ruskem carstvu, ki je zdaj v Belorusiji. Starša sta bila Poljaka Gustav Żeligowski  in Vladislava Żeligowski, rojena Traczewska. V mladosti je živel v revščini in govoril samo v lokalnem beloruskem narečju. Imel je zelo pozitiven odnos do beloruskih gibanj. Pred delitvijo Poljske v poznem 18. stoletju je bil njegov rojstni kraj del poljsko-litovske Republike obeh narodov. Po diplomi na vojaški častniški šoli v Rigi leta 1885 se je Żeligowski pridružil cesarski ruski vojski, v kateri je služil na različnih štabnih in poveljniških položajih. V tem času se je poročil s Tatjano Pietrovo in z njo imel dva otroka. Boril se je v rusko-japonski vojni 1904-1905. Med prvo svetovno vojno je služil kot podpolkovnik in poveljnik cesarskega ruskega strelskega polka.

### Služenje v poljski vojski
Po februarski revoluciji leta 1917 je Żeligowski postal eden od organizatorjev poljske vojske v nekdanjem Ruskem imperiju. Sprva je bil poveljnik pehotnega polka v vrstah 1. poljskega korpusa, nato pa je hitro napredoval in postal poveljnik brigade. Leta 1918 je začel ustanavljati poljsko enoto na območju Kubana, ki je sčasoma postala 4. poljska strelska divizija.  Kot del poljske vojske se je njegova enota borila skupaj z Denikinovo Belo armado v ruski državljanski vojni. Oktobra istega leta je postal vrhovni poveljnik vseh poljskih enot, ki so se bojevale v Rusiji. 
Po izbruhu poljsko-sovjetske vojne in porazu Denikina je enota Żeligowskega dobila ukaz, naj se umakne v romunsko Besarabijo, kjer je sodelovala pri obrambi meje pred napadi boljševikov. Aprila 1919 je bila njegova vojska umaknjena v novoustanovljeno Drugo poljsko republiko, kjer je bila vključena v poljsko vojsko in preimenovana v poljsko 10. pehotno divizijo. 
Med vojno proti boljševistični Rusiji je bil Żeligowski osebni prijatelj poljskega maršala Józefa Piłsudskega. Hitro je bil povišan v generala in dobil poveljstvo nad operativno skupino z njegovim imenom. Skupina je bila sestavljena iz njegove 10. pehotne divizije in dodatnih enot, večinoma partizanskega izvora. Kot tak je kmalu postal poveljnik celotne litovsko-beloruske fronte, ki je delovala na območju Polesja in Pinskega barja. Med bitko za Varšavo leta 1920 je bila njegova enota priključena 3. poljski armadi in sodelovala pri pregonu bežečih boljševiških in sovjetskih sil v bitki pri Nemnu. Po bitki za Varšavo je Żeligowski zapisal:  
"Situacija je paradoksalna. Ko je bila Varšava obranjena in vojna dobljena, se prebivalci naše domovine – Litve niso mogli vrniti na svoje domove v Litvi, kjer je pod nemško zaščito živelo žmudinsko ljudstvo ... Z izgubo Litve je Poljska izgubila velik del svoje državnosti. Poljski politiki niso razumeli, kar je takrat razumel vsak vojak in vsak litovski državljan."

### Republika Srednja Litva
Oktobra 1920 je bil Żeligowski, rojen v zgodovinskih deželah Litve, izbran za poveljnika 1. litovsko-beloruske pehotne divizije, sestavljene predvsem iz članov Poljske vojaške organizacije (PVO), prostovoljcev in partizanov z ozemlja sedanje Belorusije in Litve. 8. oktobra 1920 je po zrežiranem uporu zapustil svoje enote  in prevzel oblast nad Vilno in njeno okolico. Upor, poimenovan po njem, je bil odločilno obdobje njegovega življenja. 12. oktobra je razglasil neodvisnost omenjenega območja, imenovanega Republika Srednja Litva z glavnim mestom Vilna. Sprva je bil de facto vojaški diktator, a je po parlamentarnih volitvah svoja pooblastila prenesel na novo izvoljeni parlament, ta pa se je odločil, da območje podredi Poljski. 
Żeligowski je imel o Litvi takšno mnenje:  
"Litva je bila, ne samo geografsko, srce Slovanov. Bila je morala. Ona, ena od slovanskih narodov, se je zlahka pogovarjala z vsemi, tako s Poljsko kot z Rusijo in Ukrajino. Miselnost litovskih narodov je bila tako rekoč ustvarjena za spravo vseh. Nikoli ni imela sovražnosti, ne nacionalnih, ne verskih, ne kulturnih."
O svoji invaziji na Litvo oktobra 1920 je menil: 
"Oktobra 1920 z vojsko, sestavljeno iz sinov Litve in Belorusije, Vilne ni zasedel poljski general Żeligowski, temveč Litvanec Żeligowski, ki je kot otrok prišel iz Žiupronisa v Vilno na šolske izpite in prenočeval na klopeh mestnih parkov.
V litovskih kronikah iz 14. stoletja je zapisana mobilizacija v Ašmeni, ki omenja, da je imel Jokūbas Želigovskis konja, orožje, sekiro itd. V zgodovini ruskega ulanskega polka iz leta 1863 je omenjeno, da je bil v okolici Rūdninkaja po hudem boju ujet petnajstletni Juozas Želigovskis, pri katerem so našli pisma, v katerih ga je mati spodbujala k boju.
V Litvi torej nisem naključno in od nikoder. Moja družina ima dolgo tradicijo in je služila pri obrambi domovine. Moje sanje so bile živeti s svojimi rojaki v Vilenski regiji. Nisem jih delil na Poljake, Beloruse in Samogite. Kot Litovec nikoli nisem prenehal biti Poljak. Ta dva pojma se prepletata in se med seboj dopolnjujeta. O vsem tem govorim zato, da bi dokazal, da je bil ta dogodek več kot samo to, da ja poljski general zavzeti Vilno."
Żeligowski je kasneje v svojih spominih, objavljenih v Londonu leta 1943, obsodil priključitev Srednje Litve k Poljski, pa tudi politiko zapiranja beloruskih šol in splošno neupoštevanje konfederacijskih načrtov maršala Józefa Piłsudskega, četudi njegovega zaveznika.

### Kasnejše življenje
Po priključitvi Srednje Litve k Poljski je Żeligowski nadaljeval službo v poljski vojski. Leta 1923 je bil povišan v generala s tremi zvezdicami in služil kot vojaški inšpektor ali poveljnik vojaškega okrožja glavnega mesta Varšave. Leta 1925 je postal tudi poljski minister za vojaške zadeve. Odstavljen zaradi državnega udara Piłsudskega (majski udar), je bil kmalu vrnjen na prejšnji položaj. Naslednje leto se je upokojil in se naselil v svojem družinskem dvorcu v Andrzejevu pri Vilni. 
Leta 1930 je izdal knjigo svojih spominov na poljsko-boljševiško vojno z naslovom Vojna leta 1920: spomini in misli (Wojna w roku 1920. Wspomnienia i rozważania). Za različne poljske časopise je napisal tudi številne članke o spopadih na začetku 20. stoletja. Leta 1935 je bil izvoljen za poslanca in ostal v Sejmu do izbruha druge svetovne vojne leta 1939. 

### Druga svetovna vojna in smrt
Med nemško invazijo na Poljsko se je Żeligowski javil kot prostovoljec v poljske oborožene sile, vendar zaradi visoke starosti, takrat je imel 74 let, in slabega zdravja ni bil sprejet. Kljub temu je služil kot svetovalec poveljstva poljske južne fronte. Po poljskem porazu se je izognil ujetju Nemcev in Sovjetov in uspel priti do Francije, kjer se je pridružil poljski vladi v izgnanstvu, ki jo je vodil general Władysław Sikorski. Kot aktiven član Poljskega narodnega sveta, svetovalnega organa poljske vlade, je po francoskem porazu leta 1940 pobegnil v London.
Po koncu druge svetovne vojne je Żeligowski izjavil, da se bo vrnil na Poljsko, a je  9. julija 1947 v Londonu nenadoma umrl. Njegovo truplo so pripeljali na Poljsko in ga pokopali na vojaškem pokopališču Powązki v Varšavi.

## Odlikovanja in nagrade
- Poveljniški križec Virtuti Militari, nagrajen tudi s Srebrnim križce
- Veliki križec Polonia Restituta
- Križec neodvisnosti z meči (25. februar 1932)
- Križec za hrabrost (štiri krat)
- Križec za zasluge Republike Srednja Litva
- Spominska medalja vojne 1918-1921
- Medalja "Desetletje ponovne vzpostavitve neodvisnosti" (Poljska)
- Red svetega Jurija IV. stopnje (Ruski imperij)
- Red svetega Vladimirja z meči IV. stopnje (Ruski imperij)
- Red svete Ane II. in III. stopnje (Ruski imperij)
- Red svetega Stanislava II. stopnje (Ruski imperij)
- Poveljniški križec Reda legije časti (Francija)
- Vojni križec (Francija)
- Zlati lovorov venec Poljske akademije književnosti
- Častni meščan Varšave

## Objavljena dela
- Lucjan Żeligowski. Wojna w roku 1920: Wspomnienia I Rozwazania, Varšava: Wydawn. Ministerstwa Obrony Narodowej, 1990.
- Lucjan Żeligowski. O ideę słowiańską. London: F. Mildner & Sons, 1941.
- Lucjan Żeligowski. Zapomniane prawdy. London: F. Mildner & Sons, 1941.